# كارول لينلي
كارول لينلي (بالإنجليزية: Carol Lynley)‏ هي عارضة وممثلة أمريكية، ولدت في 13 فبراير 1942 بمانهاتن في الولايات المتحدة - توفيت 2019. من الجوائز التي نالتها جائزة المسرح العالمي سنة 1957.

## أعمال

### أفلام
- (1963) الكاردينال
- (1972) مغامرة بوسيدون[7][8][9]

## جوائز
- جائزة المسرح العالمي (1957)

## وصلات خارجية
- كارول لينلي على موقع IMDb (الإنجليزية)
- كارول لينلي على موقع روتن توميتوز (الإنجليزية)
- كارول لينلي على موقع ألو سيني (الفرنسية)
- كارول لينلي على موقع ميوزك برينز (الإنجليزية)
- كارول لينلي على موقع تيرنر كلاسيك موفيز (الإنجليزية)
- كارول لينلي على موقع أول موفي (الإنجليزية)
- كارول لينلي على موقع قاعدة بيانات برودواي على الإنترنت (الإنجليزية)
- كارول لينلي على موقع قاعدة بيانات الأفلام السويدية (السويدية)
- كارول لينلي على موقع إن إن دي بي (الإنجليزية)
- كارول لينلي على موقع قاعدة بيانات الفيلم (الإنجليزية)